# Melanargia tenebrosa
Melanargia tenebrosa är en fjärilsart som beskrevs av Hans Fruhstorfer 1917. Melanargia tenebrosa ingår i släktet Melanargia och familjen praktfjärilar. Inga underarter finns listade i Catalogue of Life.